# غميضة

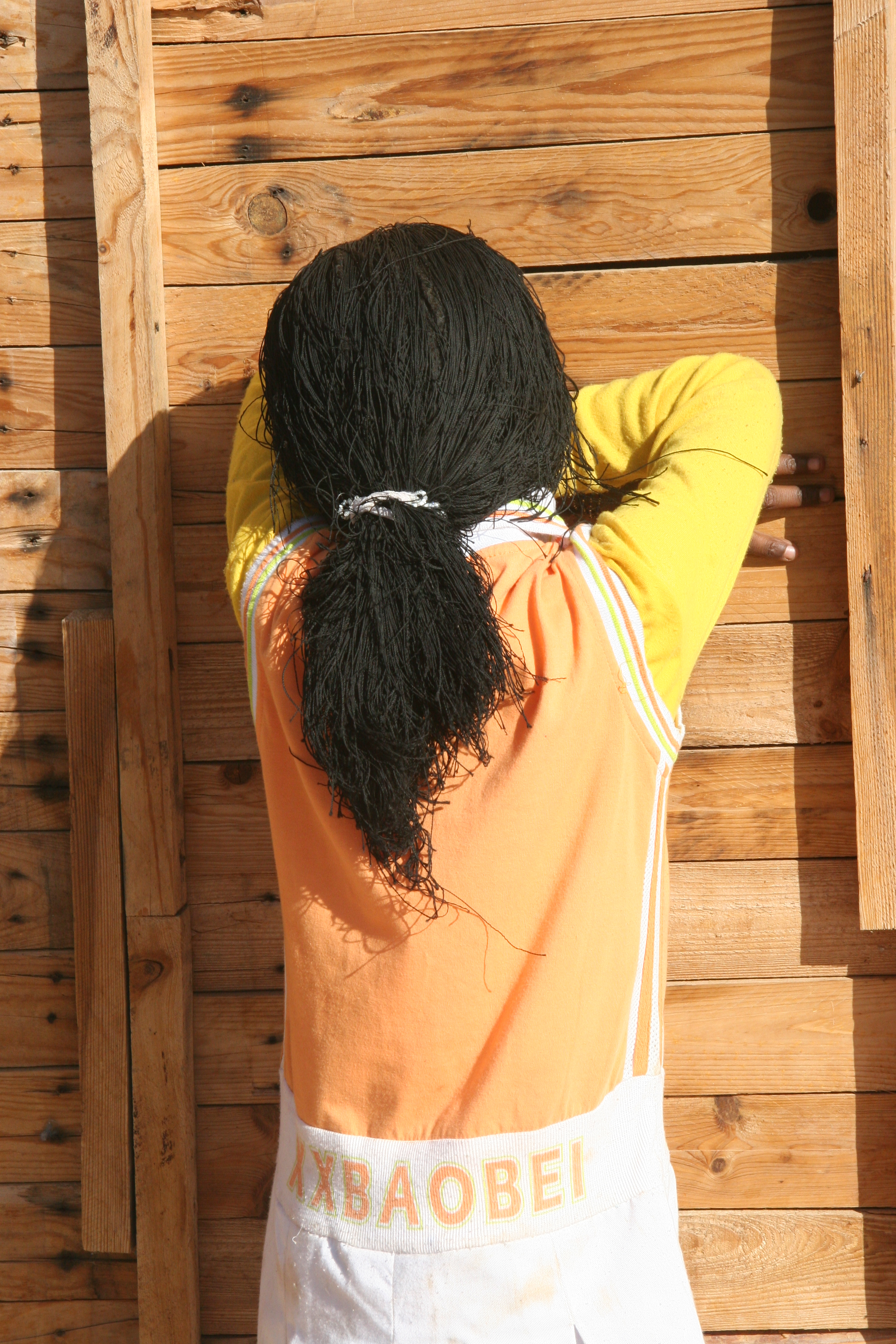
طفلة موريتانية تعد ووجهها للحائط قبل أن تبدأ البحث

الغُمَّيْضَة أو الغَمْضيّة لعبة يلعبها الأطفال بالاختباء والبحث. حيث يبدأ أحدهم بالعد ووجهه على الحائط بينما يختبئ باقي الأطفال وبعد أن ينتهي من العد يذهب للبحث عنهم، وعندما يرى أحدهم يقبض عليه فيخرجه من اللعبة وتستمر إلى أن يتم إخراج جميع المتسابقين.

## تسميات محلية
يكاد من الصعب جمع كل التسميات المحلية للعبة لكونها أساساً لعبة قديمة قد يتشارك بها كل البشر، وكما بحال كل اللغات الأخرى فلها تسميات محلية منها الثابت ومنها المتغير. وأكثر اسمائها شيوعاً في العربية الغميضة وهي الكلمة التي ترد في المعاجم والقواميس. بينما في سوريا تسمى بلعبة الطمّيمة وفي الأردن وفلسطين الطمّاية والغماية وفي مصر الاستغمّايةوفي العراقالختيلانوفي السعودية المغبى أو الغميمة وفي الخليج اللبيدة وغيرها من الأسماء المحلية.
في الحقيقة، قد يكون هنالك أكثر من اسم في نفس المكان، مثلاً في سوريا، هي الغميضة والطميمة والطوامة والطويمة وكذلك المستخبايّة ، بينما في مصر فهي الاستغماية وحتى «خلاويص لسه»، بينما في المغرب فنجد من اسمائها كاش كاش.

## قواعد اللعبة

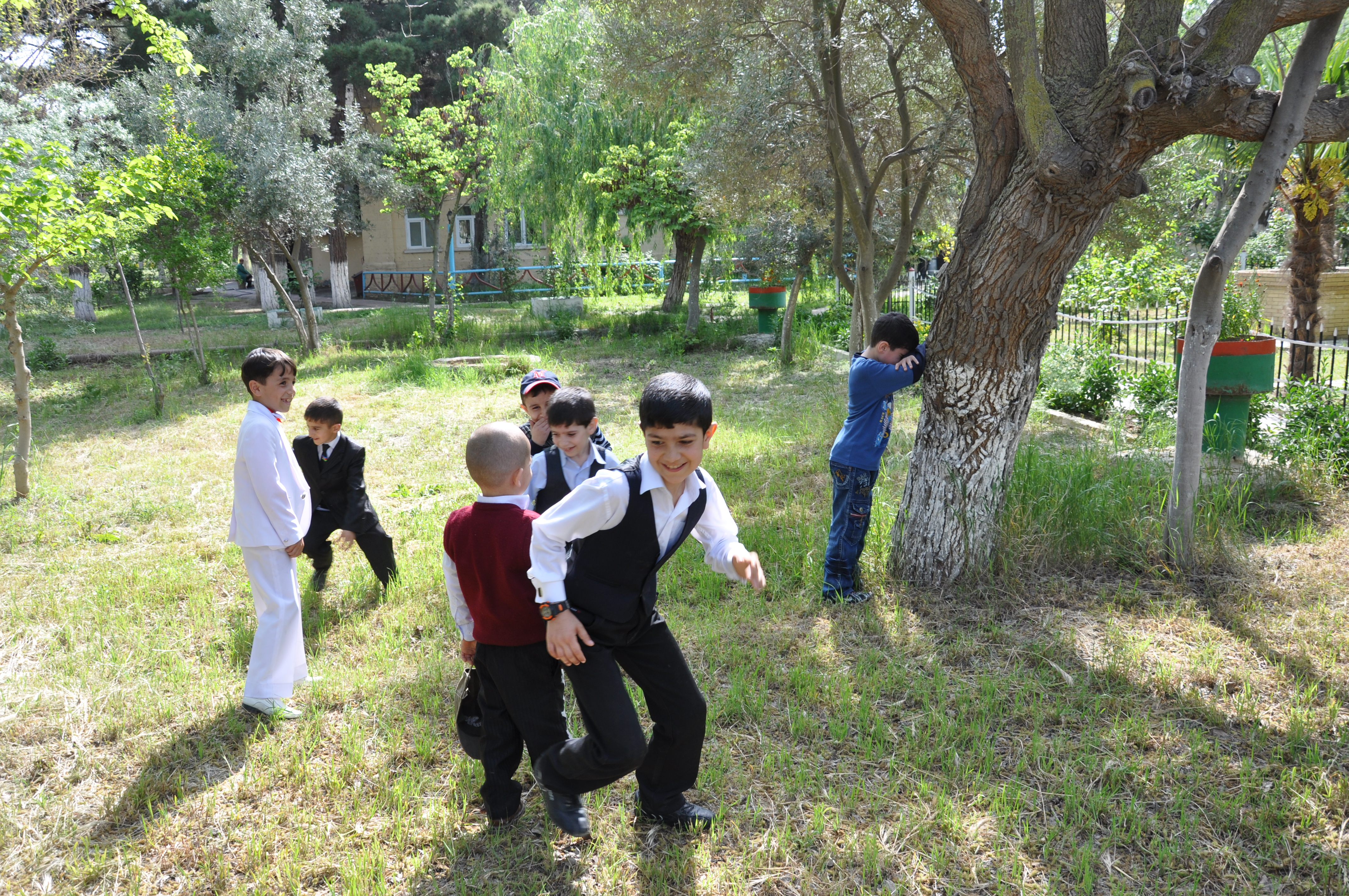
أطفال يلعبون لعبة الغميضة في أذربيجان

تختلف قواعد اللعبة من مكان لآخر وحتى بنفس المنطقة يكون لها تنويعات مختلفة، لكن يمكن إجمال مفاهيمها الأساسية كما يلي:
- يقوم اللاعب الرئيس بمهمة العد، مغمضاً عينيه أو مواجهاً لجدار، بينما يختبأ بقية اللاعبين
- بعد انتهاء العد التنازلي، يقوم اللاعب الرئيس، العَدَّاد، بالبحث عن بقية اللاعبين المختبأين
- حين اكتشاف اللاعبين يخسرون ويخرجون من اللعبة
- يكون الفائز إما اللاعب الرئيس إن تمكن من اكتشاف الجميع أو اللاعب\اللاعبين الذي يحسن الاختباء فلا يكتشف

### قواعد فرعية

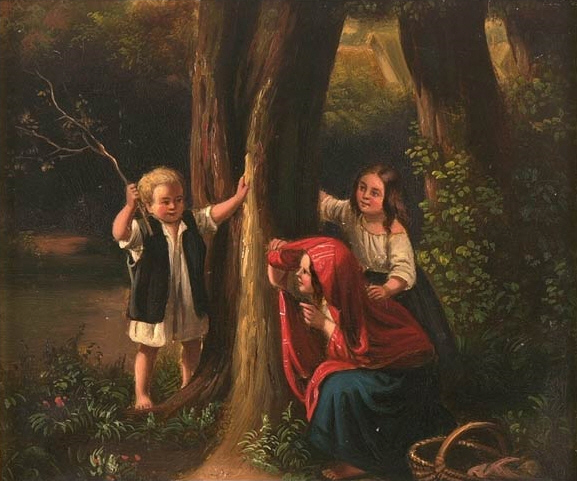
رسم أوروبي قديم لثلاثة أطفال يلعبون الغميضة في الغابة

ببعض الأماكن، يُضاف الركض إلى اللعبة عند الفئات العمرية الأعلى، فيكون مكان التغميض والعد، بمثابة حيز آمن للاعبين، ومن يسرع ويصل إليه قبل أن يلمسه العداد أو يراه يكون بمأمن من الاكتشاف فلا يخسر اللعبة. وأحياناً، يحاول اللاعب الرئيس اكتشاف الجميع كي ينتقل من دور العداد إلى دور الاختباء، أي يلقي بالمهمة إلى غيره، وبقواعد أخرى يستمر هو بكونه العداد لعدة دورات.
بقواعد أخرى، يقوم اللاعب الرئيس، العَدَّاد، باخراج اللاعبين إما بالرؤية فقط أو باللمس، وفي الأردن وبفلسطين، يستخدم اللاعب الرئيس لفظة «كُمَّسْتِيْر» مع اسم اللاعب المكتشف لاعلانه اكتشافه واخراجه من اللعبة.

## فوائد لعبة الغميضة
يقدم الخبراء بعضاً من فوائد لعبة الغميضة  يمكن اجمالها بأن لها فوائد اجتماعية وادراكية وحركية للأطفال كبقية الألعاب الحركية، فعند صغار السن (تحت 4 سنوات) تعلمهم اللعبة مفهوم «ديمومة الأشياء» (Object permanence) أي أن الأشياء تبقى موجودة حتى لو لم يتمكن الطفل من رؤيتها. كذلك للعبة ارتباط برغبات الفرد. فللأطفال رغبة بالاستكشاف، وعندهم رغبة فطرية للبحث والتعلم. وتثير اللعبة الشعور بالانكشاف، أي حين يُعثر على الطفل مختبئاً فأن ذلك يولد لديه شعوراً بالأهمية وتلقي الاهتمام والمودة. وتكون فوائدها عند صغار الأطفال والرضع مطابقة لفوائد للعبة التي تكرر فيها الأم تغطية وجهها بكفيها وما شابه.
تفيد الغميضة الأطفال بكونها بمثابة تحضير ووصل بين عالمي الطفولة والبلوغ، فهم يتعلمون حل النزاعات بين اللاعبين ويتعلمون تبادل الأدوار، ويتعلمون مهارات العمل بالفريق (أي العمل مع الجماعة). وللعبة أيضاً فوائد بتعليم الأطفال مهارات حل المشكلات ومهارات التخطيط. وزيادة على ذلك، فأن للعبة آثار صحية لارتباط اللعبة بالركض والحركة البدنية، إضافة لتعلم الأطفال لمهارة التوازن وتنسيق الحركة خصوصاً خلال مناوراتهم لتجنب القبض عليهم في اللعبة.

### الملاحظات
1. ↑  لربما تعود أصل هذه اللفظة (كمستير) إلى لفظة كيف الحال بالإسبانية (بالإسبانية: ?cómo está¿)‏ أو إلى الإيطاليّة (بالإيطالية: Come stai?)‏ أو لربما للغة الفرنجية التي كانت مستخدمة بمدن بلاد الشام الساحلية بالقرن التاسع عشر (وهي لغة مزيج من الإسبانية والإيطالية والعربية واليونانية).

## اقرأ أيضاً
- حكرة بكرة
- كتاب الغميضة لوليد علاء الدين